# Round 5
«Round 5» es una canción  escrita y grabada por los raperos mexicanos C-Kan y MC Davo perteneciente al álbum The Take Over, Vol. 3. «Round 5» fue estrenada mundialmente a través de YouTube el 27 de diciembre de 2018, siendo lanzada como sencillo en Google Play Store el mismo día.

## Promoción
El 21 de diciembre de 2018 se subió al canal de MC Davo un video  tipo comercial para promocionar la canción y revelar la fecha de lanzamiento.

## Video musical
El video musical fue lanzado el 27 de diciembre de 2018 en YouTube. El video alcanzó más de 1 millón y medio de reproducciones en 12 horas y más de 2 millones en un día, siendo así, el video de rap en español con más reproducciones en 24 horas. 